# Forndalska
Forndalska är den fornnordiska som talades i och omkring Dalarna under vikingatiden och medeltiden. Det är en föregångare till egentliga dalmål, därtill ovansiljanmål och älvdalska som fungerar som självständiga språk relativt svenskan än idag. Om det torde höra fornöstnordiska (svenska, danska) eller fornvästnordiska (norska, isländska, färöiska) är debaterbart då forndalskan inhyser element från bådadera.
Lingvisten Lars Levander (1883–1950) föreslog 1925 att starten för forndalskan torde varit under 700- eller 800-talet likt de resterande fornnordiska språken och talades likt fornsvenskan till omkring 1500-talet. Då beläggen för språket är få är datumen relativa.